# Westpoort (Lo)

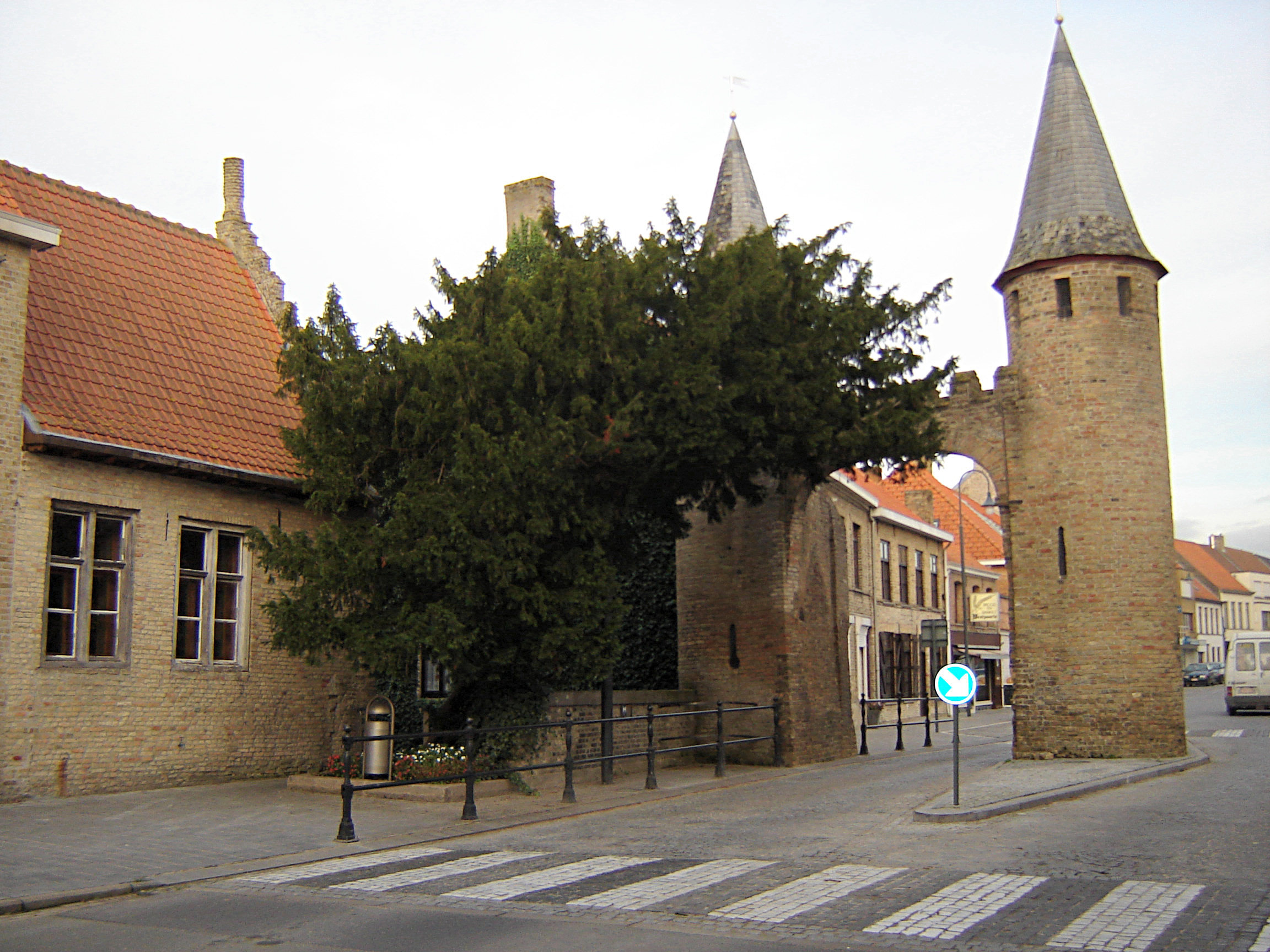
Westpoort en Caesarsboom

De Westpoort is een oude stadspoort van het Belgische stadje Lo. Het is een gotische poort, die van rond 1250 dateert. In de 14de eeuw werd de poort sterk verbouwd. De Westpoort is het enige overblijvende restant van de oude stadsomwalling van Lo. Ze stond voor de omwalling, aan de binnenzijde van de stadsgracht. Ervoor lag een houten ophaalbrug. De omwalling telde vier toegangspoorten, maar werd in 1581-1582 gesloopt.
Vlak bij de Westpoort bevindt zich de Caesarsboom. Nog steeds loopt een weg door de Westpoort. Door de smalle breedte loopt slechts één rijrichting van de weg door de poort, de andere rijstrook loopt naast de poort.